# AMZ Dzik
Dzik (пол. Свиня дика) — багатоцільовий колісний бронетранспортер (IMV) польського виробництва вагою 4,5 тонни. Вироблений заводом AMZ у Кутно, він призначений як для патрулювання, так і для наступальних дій, а також як бронетранспортер для використання різними миротворчими та поліцейськими силами. Його броня забезпечує захист від куль калібру 7,62 мм. Dzik-3 також має куленепробивні вікна, проколозахисні шини та димові пускові установки.
Автомобілі Dzik оснащені турбодизельним двигуном потужністю 146 к.с. (107 кВт) з робочим об'ємом 2797 см³.

## Варіанти
Dzik випускається в чотирьох варіантах на базі одного шасі:
- Dzik-AT (AT antyterrorystyczny — антитерористичний) з 3 дверима, салоном для 8 осіб і 10 вогневими портами.[2]
- Dzik-2 із 5 дверима, салоном для 8 осіб, 8 вогневими портами та обертовою кулеметною баштою на даху.[3]
- Dzik-3 (також відомий під іракським позначенням Ain Jaria 1) з 4 дверима, салоном для 11 солдатів, 13 вогневими портами, кулеметною баштою та двома подвійними димовими гранатометами.[4]
- Dzik Cargo із 2 дверима, 2 вогневими портами, салоном для 3 осіб та вантажним відсіком.[5]

Також замовники можуть отримати Dzik у медичній і зенітній комплектаціях.
Низку автомобілів Dzik-AT закупило Міністерство внутрішніх справ та управління Польщі, які мають замінити застарілі БТР-60 як основний антитерористичний автомобіль Польщі. Dzik-2 використовувався польською військовою поліцією (Żandarmeria Wojskowa), а також був відомий під прізвиськом Gucio (зменшення від Gustav). Їх зняли з озброєння в 2014 році.
Dzik-3 був спеціально розроблений для потреб Нової іракської армії, де він використовується як базовий бронетранспортер. Станом на 2006 рік було замовлено 600 Dzik-3 з можливістю розширення замовлення до 1000 і більше.

## Оператори

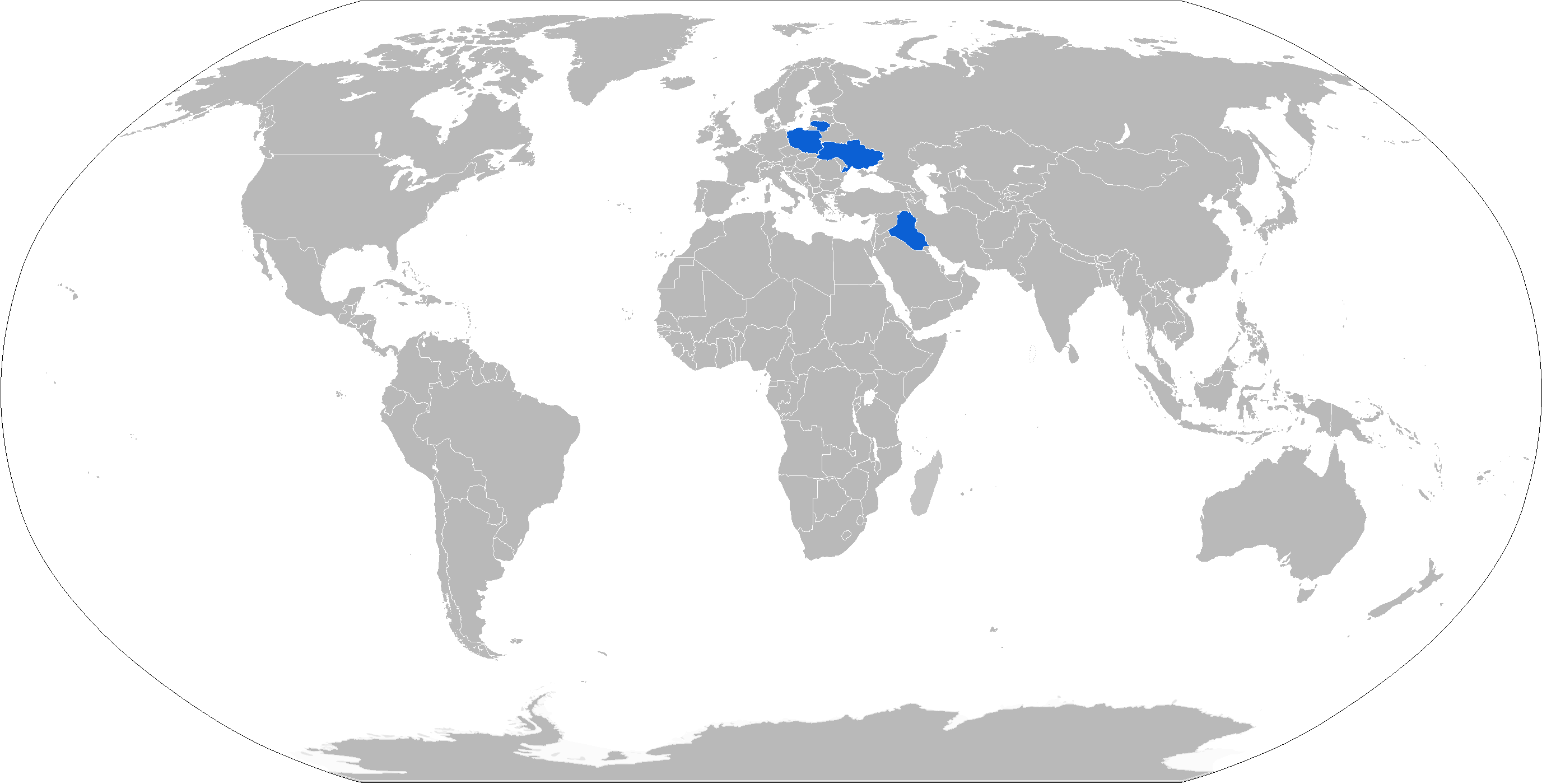
Карта операторів AMZ Dzik синього кольору

### Поточні оператори
- Ірак
  - Сухопутні війська Іраку — Dzik-3
- Литва
  - ARAS[en] — Dzik-AT
- Польща
  - SPAP[en] — Dzik-AT
- Україна
  - Сухопутні війська Збройних сил України — Dzik-2[9]

## Галерея

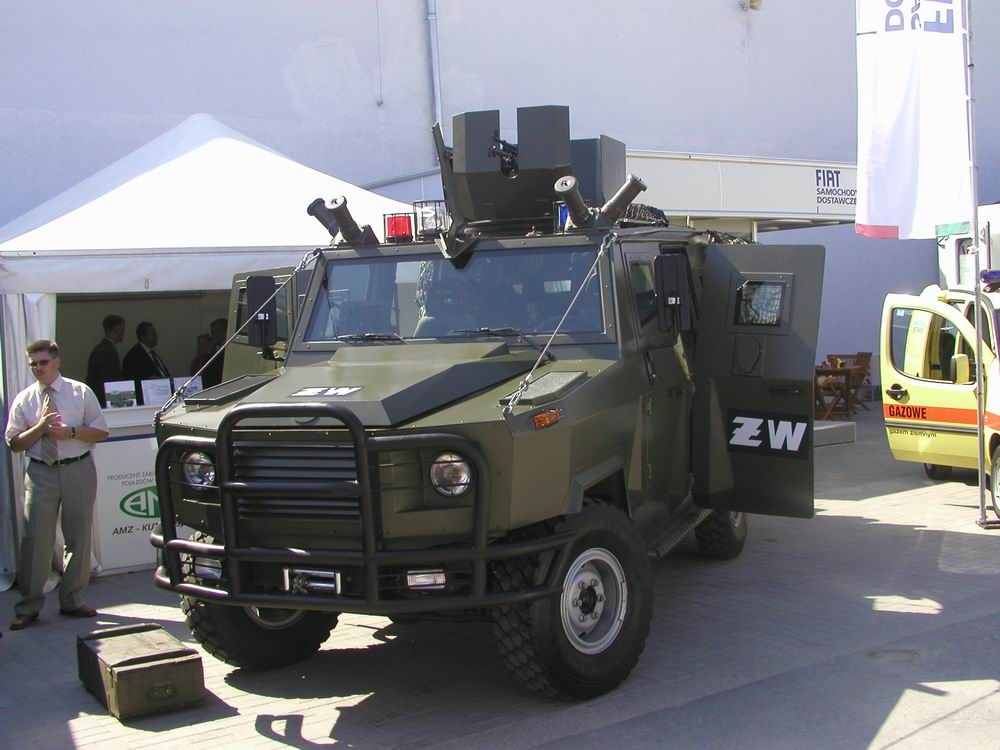
Dzik-2 у кольорах Військової поліції
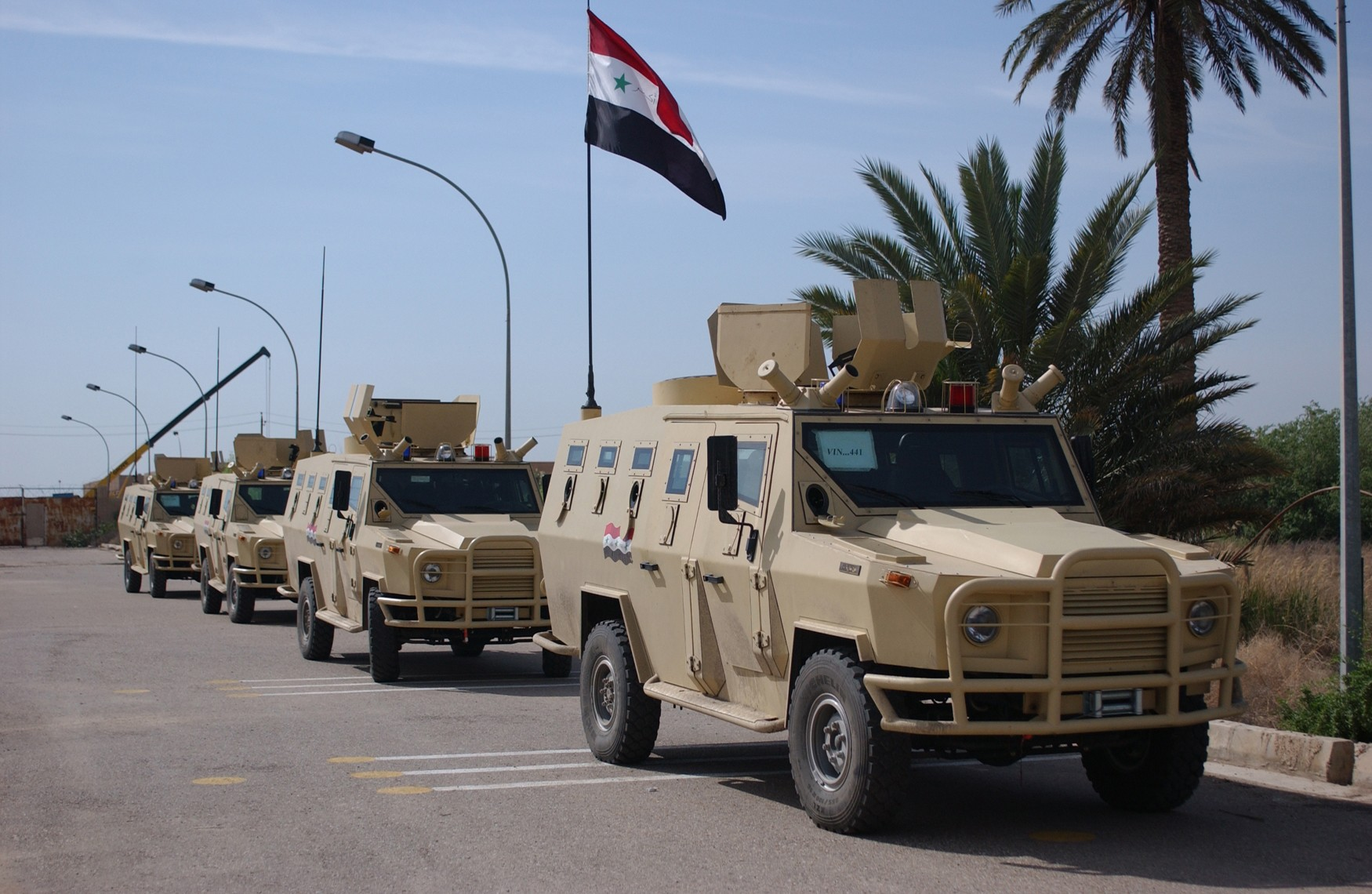
Dzik-3s Іракські Dzik-3
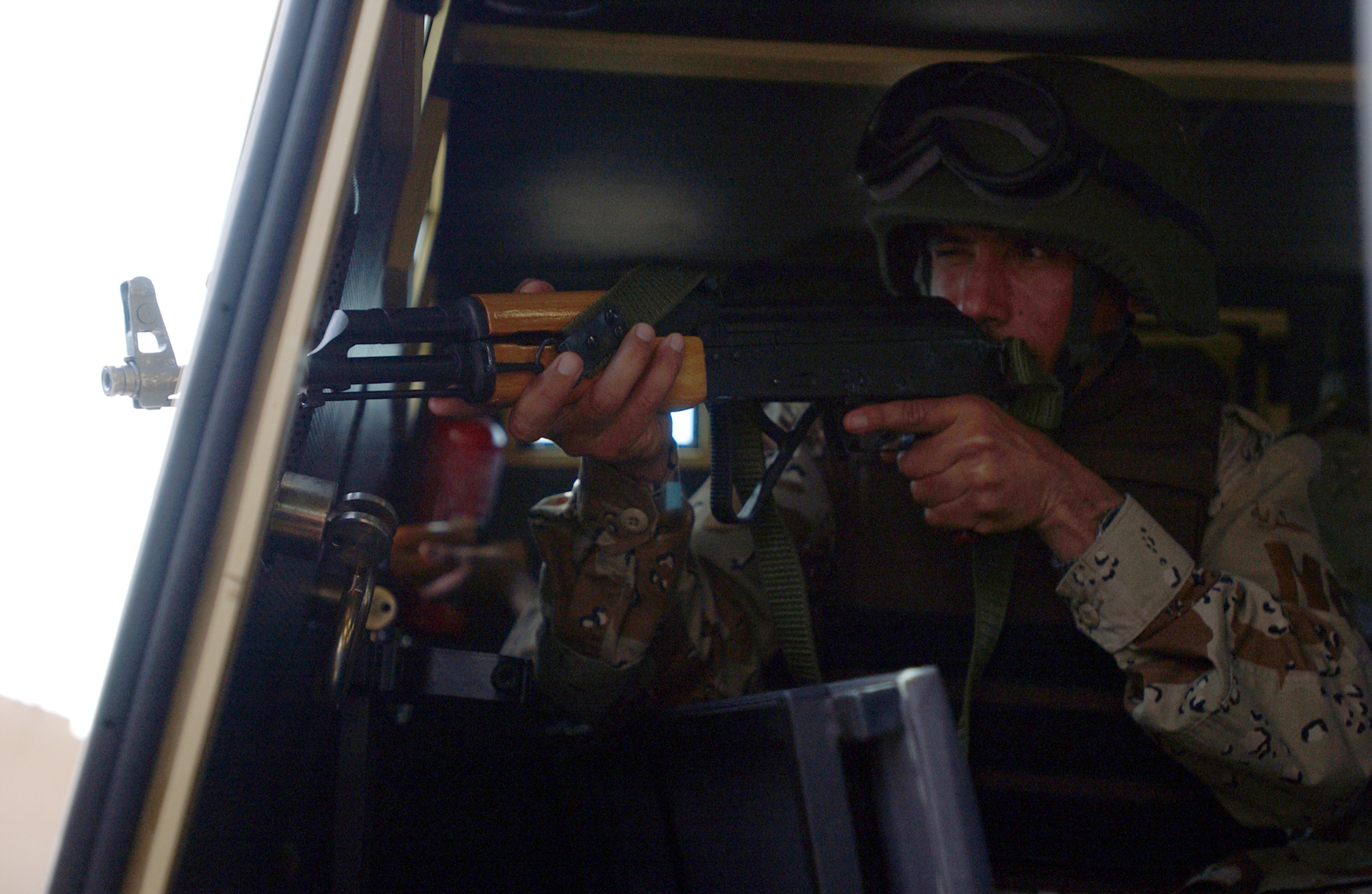
Вікна для ведення вогню Dzik-3